# Calai
Calai är en kommun i Angola.   Den ligger i provinsen Cuando Cubango, i den södra delen av landet, 1 200 kilometer sydost om huvudstaden Luanda.
Omgivningarna runt  Calai är huvudsakligen savann. Trakten runt  Calai är nära nog obefolkad, med mindre än två invånare per kvadratkilometer.